# Branca da Borgonha
Branca da Borgonha (em francês:  Blanche) ; c. 1296 – 29 de abril de 1326) foi rainha consorte de França e Navarra durante breves meses, através do seu casamento com Carlos IV de França, sucedendo à sua irmã Joana II da Borgonha.

## Histórico
Depois da invasão da Flandres em 1305, o rei Filipe IV de França concedeu Béthune, a primeira cidade a render-se, a Matilde, condessa de Artois e viúva de Otão IV, conde palatino da Borgonha. Para garantir a fidelidade desta, foi organizado o casamento das suas duas filhas, Joana e Branca, com os príncipes Filipe e Carlos, respectivamente, filhos do rei francês. O matrimônio de Carlos com Branca ocorreu em Corbeil, a 20 de Maio de 1308, e deste nasceram:

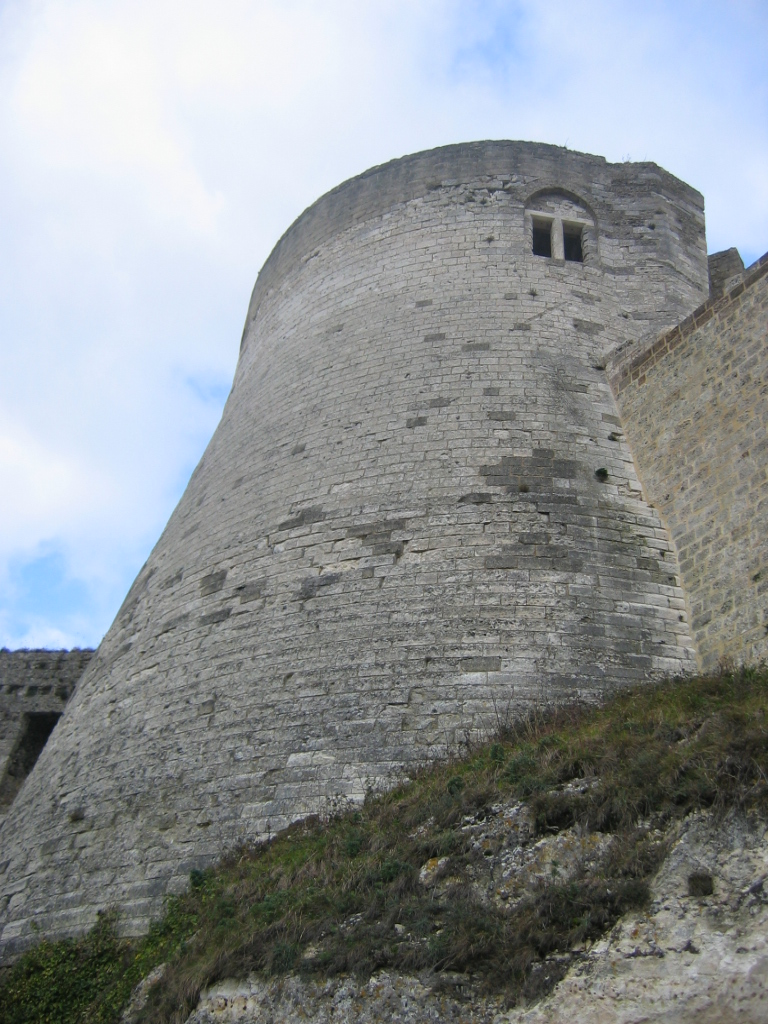
Fortaleza medieval de Château-Gaillard, na Normandia, local de aprisionamento das princesas condenadas por adultério no escândalo da Torre de Nesle

- Filipe de la Marche (antes de 5 de Janeiro de 1314 - antes de 24 de Março de 1322)
- Joana de la Marche (1315 - 17 de Maio de 1321)

Em Abril de 1314, no último ano do reinado do seu sogro Filipe o Belo, durante uma visita da sua cunhada Isabel de França foi acusada de adultério com Gautério de Aunay, juntamente com a cunhada Margarida da Borgonha (com Filipe de Aunay), esposa do príncipe Luís de França, no chamado caso da Torre de Nesle. Julgados e condenados por crime de lesa-majestade, a 19 de Abril os irmãos Aunay foram supliciados e executados em praça pública em Pontoise.
As duas princesas tiveram os seus cabelos rapados, um humilhante desfiguramento e marca física do seu crime de adultério. Vestidas de preto, foram conduzidas em uma carruagem coberta de panos negros a Château-Gaillard, em Les Andelys. Ocupando um quarto aberto aos ventos no topo da torre, Margarida foi encontrada morta a 30 de Abril de 1315. Branca ficou aprisionada durante sete anos numa cave da fortaleza.
Depois da morte dos dois irmãos de Carlos IV, sem deixarem um herdeiro varão, segundo a lei sálica este subiu ao trono da França a 3 de Janeiro de 1322. Tendo solicitado a separação da esposa ainda prisioneira, a 19 de Maio o papa João XXII anulou o matrimônio por razões de consanguinidade.
Branca obteve então autorização para abandonar a sua prisão e tomar o hábito de religiosa. Passou o resto dos seus dias na abadia de Maubuisson, fundada por outra rainha da França, Branca de Castela, perto de Pontoise, onde morreu a 29 de Abril de 1326.

## Representações na cultura
- Branca da Borgonha é uma das personagens da série de livros de romance histórico Os Reis Malditos (Les Rois Maudits em francês) de Maurice Druon, publicada entre 1955 e 1977, e adaptada para a televisão por duas vezes na França, em 1972 e em 2005.